# Storm Uru
Storm Uru (Invercargill, 14 giugno 1985) è un canottiere neozelandese.

## Palmarès

### Olimpiadi
- 1 medaglia:
  - 1 bronzo (Londra 2012 nel doppio pesi leggeri)

### Mondiali
- 3 medaglie:
  - 1 oro (Poznań 2009 nel doppio pesi leggeri)
  - 1 argento (Bled 2011 nel doppio pesi leggeri)
  - 1 bronzo (Karapiro 2010 nel doppio pesi leggeri)